# Mistrzostwa Świata Juniorów w Hokeju na Lodzie 2015/Elita
39. Mistrzostwa Świata Juniorów w Hokeju na Lodzie Elity 2015 odbywały się w kanadyjskim Montrealu i Toronto, w dniach od 26 grudnia 2014 do 5 stycznia 2015. Mecze rozgrywano w Kanadzie po raz jedenasty w historii.

## Organizacja
Lodowiska
| Bell Centre Pojemność: 21 287 | Air Canada Centre Pojemność: 19 746 |
| ----------------------------- | ----------------------------------- |
|                               |                                     |
| Kanada – Montreal             | Kanada – Toronto                    |

W tej części mistrzostw uczestniczyło 10 najlepszych drużyn na świecie. System rozgrywania meczów był inny niż w niższych dywizjach. Najpierw drużyny rozgrywały mecze w fazie grupowej (2 grupy po 5 zespołów), systemem każdy z każdym. Po raz pierwszy w tych rozgrywkach zmieniono sposób kwalifikacji do fazy pucharowej. Od tej edycji cztery pierwsze zespoły w fazie grupowej awansowały do ćwierćfinałów, nie jak poprzednio dwa pierwsze do półfinałów, zaś kolejne dwa w ćwierćfinałach. Zmianie uległa również formuła wyłonienia drużyny, która spada do pierwszej dywizji. Najsłabsza drużyna każdej z grup grała w fazie play-out do dwóch zwycięstw. Drużyna, która dwukrotnie przegrała spadła do niższej dywizji.

## Sędziowie
IIHF wyznaczyło 12 głównych arbitrów oraz 10 liniowych. Oto lista wybranych
| Sędziowie główni: - Vladimir Baluska - Lars Bruggemann - Roman Gofman - Antonin Jerabek - Mikko Kaukokari - Geoffrey Miller - Linus Ohlund - Konstantin Olenin - Steve Patafie - Pascal St-Jaques - Marcus Vinnerborg - Tobias Wehrli | Liniowi - Jordan Browne - Pierre Dehaen - Gleb Łazarew - Miroslav Lhotaku - Andreas Malmqvist - Bevan Mills - Jani Pesonen - Nikolaj Ponomarjow - Judson Ritter - Simon Wust |

## Faza grupowa
Grupa A
| 26 grudnia 2014 | Finlandia | 1:2 pk. | Stany Zjednoczone | Bell Centre, Montreal |

| Szczegóły      | Szczegóły              | Szczegóły                 | Szczegóły          | Szczegóły                                                                      |
| -------------- | ---------------------- | ------------------------- | ------------------ | ------------------------------------------------------------------------------ |
| Godzina: 15:00 | M. Rantanen (EQ) 01:22 | (1:1, 0:0, 0:0, 0:0, 1:2) | 13:54 (PP) A. Tuch | Widzów: 8006 Sędzia główny: Konstantin Olenin Sędziowie liniowi: Tobias Wehril |
| Godzina: 15:00 | 12 min. kar            |                           | 12 min. kar        | Widzów: 8006 Sędzia główny: Konstantin Olenin Sędziowie liniowi: Tobias Wehril |

| 26 grudnia 2014 | Kanada | 8:0 | Słowacja | Bell Centre, Montreal |

| Szczegóły      | Szczegóły | Szczegóły       | Szczegóły   | Szczegóły                                                                        |
| -------------- | --- | --------------- | ----------- | -------------------------------------------------------------------------------- |
| Godzina: 20:00 | F. Fabbri (EQ) 04:52 A. Duclair (EQ) 08:17 F. Fabbri (EQ) 09:09 N. Paul (EQ) 26:56 B. Point (EQ) 31:35 M. Domi (EQ) 36:14 N. Petan (EQ) 37:21 J. Virtanen (EQ) 56:41 | (3:0, 4:0, 1:0) |             | Widzów: 14 142 Sędzia główny: Steve Patafie Sędziowie liniowi: Marcus Vinnerborg |
| Godzina: 20:00 | 6 min. kar |                 | 16 min. kar | Widzów: 14 142 Sędzia główny: Steve Patafie Sędziowie liniowi: Marcus Vinnerborg |

| 27 grudnia 2014 | Słowacja | 2:1 | Finlandia | Bell Centre, Montreal |

| Szczegóły      | Szczegóły                                    | Szczegóły       | Szczegóły              | Szczegóły                                                                           |
| -------------- | -------------------------------------------- | --------------- | ---------------------- | ----------------------------------------------------------------------------------- |
| Godzina: 16:00 | P. Cehlarik (PP) 09:19 M. Holenda (EQ) 26:03 | (1:1, 1:0, 0:0) | 07:01 (EQ) M. Rantanen | Widzów: 6 007 Sędzia główny: Pascal St-Jacques Sędziowie liniowi: Marcus Vinnerborg |
| Godzina: 16:00 | 12 min. kar                                  |                 | 6 min. kar             | Widzów: 6 007 Sędzia główny: Pascal St-Jacques Sędziowie liniowi: Marcus Vinnerborg |

| 27 grudnia 2014 | Niemcy | 0:4 | Kanada | Bell Centre, Montreal |

| Szczegóły      | Szczegóły   | Szczegóły       | Szczegóły                                                                        | Szczegóły                                                                      |
| -------------- | ----------- | --------------- | -------------------------------------------------------------------------------- | ------------------------------------------------------------------------------ |
| Godzina: 20:00 |             | (0:2, 0:0, 0:2) | 04:11 (PP) C. McDavid 12:42 (PP) C. Lazar 49:14 (EQ) M. Domi 55:44 (PP) M. Bowey | Widzów: 12 733 Sędzia główny: Geoffrey Miller Sędziowie liniowi: Tobias Wehril |
| Godzina: 20:00 | 18 min. kar |                 | 22 min. kar                                                                      | Widzów: 12 733 Sędzia główny: Geoffrey Miller Sędziowie liniowi: Tobias Wehril |

| 28 grudnia 2014 | Stany Zjednoczone | 6:0 | Niemcy | Bell Centre, Montreal |

| Szczegóły      | Szczegóły | Szczegóły       | Szczegóły   | Szczegóły                                                                       |
| -------------- | --- | --------------- | ----------- | ------------------------------------------------------------------------------- |
| Godzina: 20:00 | A. Matthews (EQ) 04:44 H. Fasching (EQ) 12:30 S. Milano (EQ) 22:48 D. Larkin (EQ) 35:04 D. Larkin (EQ) 59:40 J. Eichel (EQ) 54:09 | (2:0, 2:0, 2:0) |             | Widzów: 7000 Sędzia główny: Vladimir Baluska Sędziowie liniowi: Mikko Kaukokari |
| Godzina: 20:00 | 6 min. kar |                 | 14 min. kar | Widzów: 7000 Sędzia główny: Vladimir Baluska Sędziowie liniowi: Mikko Kaukokari |

| 29 grudnia 2014 | Stany Zjednoczone | 3:0 | Słowacja | Bell Centre, Montreal |

| Szczegóły      | Szczegóły                                                      | Szczegóły       | Szczegóły  | Szczegóły                                                                 |
| -------------- | -------------------------------------------------------------- | --------------- | ---------- | ------------------------------------------------------------------------- |
| Godzina: 16:00 | S. Milano (EQ) 37:42 D. Larkin (EQ) 42:38 J. Hayden (EQ) 42:38 | (0:0, 1:0, 2:0) |            | Widzów: 8798 Sędzia główny: Roman Gofman Sędziowie liniowi: Tobias Wehrli |
| Godzina: 16:00 | 4 min. kar                                                     |                 | 2 min. kar | Widzów: 8798 Sędzia główny: Roman Gofman Sędziowie liniowi: Tobias Wehrli |

| 29 grudnia 2014 | Finlandia | 1:4 | Kanada | Bell Centre, Montreal |

| Szczegóły      | Szczegóły                                     | Szczegóły       | Szczegóły                                                                               | Szczegóły                                                                        |
| -------------- | --------------------------------------------- | --------------- | --------------------------------------------------------------------------------------- | -------------------------------------------------------------------------------- |
| Godzina: 20:00 | A. Lehkonen (EQ) 38:26 A. Lehkonen (EQ) 38:26 | (0:1, 1:1, 0:2) | 05:32 (PP) S. Reinhart 33:34 (EQ) S. Reinhart 51:15 (EQ) A. Duclair 54:25 (PP) C. Lazar | Widzów: 15 718 Sędzia główny: Lars Bruggemann Sędziowie liniowi: Antonin Jerabek |
| Godzina: 20:00 | 8 min. kar                                    |                 | 6 min. kar                                                                              | Widzów: 15 718 Sędzia główny: Lars Bruggemann Sędziowie liniowi: Antonin Jerabek |

| 30 grudnia 2014 | Słowacja | 5:2 | Niemcy | Bell Centre, Montreal |

| Szczegóły      | Szczegóły                                                                         | Szczegóły       | Szczegóły                                   | Szczegóły                                                                   |
| -------------- | --------------------------------------------------------------------------------- | --------------- | ------------------------------------------- | --------------------------------------------------------------------------- |
| Godzina: 20:00 | R. Lantosi (EQ) 09:58 M. Reway (EQ) 13:10 M. Reway (EQ) 44:05 M. Reway (EN) 59:05 | (3:1, 0:0, 2:1) | 18:46 (PP) F. Tiffels 45:36 (PS) F. Tiffels | Widzów: 5568 Sędzia główny: Mikko Kaukokari Sędziowie liniowi: Linus Ohlund |
| Godzina: 20:00 | 8 min. kar                                                                        |                 | 4 min. kar                                  | Widzów: 5568 Sędzia główny: Mikko Kaukokari Sędziowie liniowi: Linus Ohlund |

| 31 grudnia 2014 | Kanada | 5:3 | Stany Zjednoczone | Bell Centre, Montreal |

| Szczegóły      | Szczegóły                                                                                                | Szczegóły       | Szczegóły                                                        | Szczegóły                                                           |
| -------------- | --- | --------------- | ---------------------------------------------------------------- | ------------------------------------------------------------------- |
| Godzina: 16:00 | M. Domi (EQ) 27:07 J. Morrissey (PP) 30:11 C. Lazar (EQ) 50:01 S. Reinhart (EN) 59:06 M. Domi (EN) 59:56 | (0:0, 2:1, 3:2) | 33:12 (PP) A. DeAngelo 57:26 (EQ) D. Larkin 59:18 (EQ) D. Larkin | Sędzia główny: Mikko Kaukokari Sędziowie liniowi: Marcus Vinnerborg |
| Godzina: 16:00 | 6 min. kar                                                                                               |                 | 4 min. kar                                                       | Sędzia główny: Mikko Kaukokari Sędziowie liniowi: Marcus Vinnerborg |

| 31 grudnia 2014 | Niemcy | 0:2 | Finlandia | Bell Centre, Montreal |

| Szczegóły      | Szczegóły  | Szczegóły       | Szczegóły                                  | Szczegóły                                                                     |
| -------------- | ---------- | --------------- | ------------------------------------------ | ----------------------------------------------------------------------------- |
| Godzina: 20:00 |            | (0:1, 0:1, 0:0) | 02:47 (EQ) J. Honka 34:22 (EQ) M. Rantanen | Widzów: 3891 Sędzia główny: Roman Gofman Sędziowie liniowi: Konstantin Olenin |
| Godzina: 20:00 | 8 min. kar |                 | 2 min. kar                                 | Widzów: 3891 Sędzia główny: Roman Gofman Sędziowie liniowi: Konstantin Olenin |

Tabela
| Lp. | Zespół            | M | Pkt | Z | Zd | Pd | P | G+ | G- | +/− |
| --- | ----------------- | - | --- | - | -- | -- | - | -- | -- | --- |
| 1.  | Kanada            | 4 | 12  | 4 | 0  | 0  | 0 | 21 | 4  | +17 |
| 2.  | Stany Zjednoczone | 4 | 8   | 2 | 1  | 0  | 1 | 14 | 6  | +8  |
| 3.  | Słowacja          | 4 | 6   | 2 | 0  | 0  | 2 | 7  | 14 | –7  |
| 4.  | Finlandia         | 4 | 4   | 1 | 0  | 1  | 2 | 5  | 8  | –3  |
| 5.  | Niemcy            | 4 | 0   | 0 | 0  | 0  | 4 | 2  | 17 | –15 |

    = awans do ćwierćfinałów     = baraż o utrzymanie
Grupa B
| 26 grudnia 2014 | Rosja | 3:2 pk. | Dania | Air Canada Centre, Toronto |

| Szczegóły      | Szczegóły                                  | Szczegóły                 | Szczegóły                                      | Szczegóły                                                                        |
| -------------- | ------------------------------------------ | ------------------------- | ---------------------------------------------- | -------------------------------------------------------------------------------- |
| Godzina: 13:00 | N. Gołdobin (PP) 39:13 M. Mamin (EQ) 44:37 | (0:2, 1:0, 1:0, 0:0, 2:0) | 13:15 (PP) O. Bjorkstrand 15:49 (PP) N. Ehlers | Widzów: 12 412 Sędzia główny: Lars Bruggemann Sędziowie liniowi: Antonin Jerabek |
| Godzina: 13:00 | 8 min. kar                                 |                           | 8 min. kar                                     | Widzów: 12 412 Sędzia główny: Lars Bruggemann Sędziowie liniowi: Antonin Jerabek |

| 26 grudnia 2014 | Szwecja | 5:2 | Czechy | Air Canada Centre, Toronto |

| Godzina: 17:00 | A. Kempe (PP) 14:46 A. Kempe (PP) 45:37 J. Lööke (EQ) 19:13 W. Nylander (EQ) 30:29 J. de la Rose (EQ) 47:38 | (2:0, 1:2, 2:0) | 23:33 (EQ) J. Vrána 33:02 (EQ) J. Vrána | Widzów: 13 077 Sędzia główny: Vladimir Baluska Sędziowie liniowi: Mikko Kaukokari |
| Godzina: 17:00 | 8 min. kar                                                                                                  |                 | 30 min. kar                             | Widzów: 13 077 Sędzia główny: Vladimir Baluska Sędziowie liniowi: Mikko Kaukokari |

| 27 grudnia 2014 | Finlandia | 1:5 | Szwecja | Air Canada Centre, Toronto |

| Szczegóły      | Szczegóły            | Szczegóły       | Szczegóły | Szczegóły                                                                     |
| -------------- | -------------------- | --------------- | --- | ----------------------------------------------------------------------------- |
| Godzina: 13:00 | N. Olesen (EQ) 21:01 | (0:3, 1:2, 0:0) | 09:48 (EQ) L. Wallmark 11:36 (EQ) A. Blidh 19:27 (EQ) W. Nylander 20:13 (EQ) J. de la Rose 37:26 (EQ) S. Aho | Widzów: 13 018 Sędzia główny: Roman Gofman Sędziowie liniowi: Antonin Jerabek |
| Godzina: 13:00 | 12 min. kar          |                 | 8 min. kar                                                                                                   | Widzów: 13 018 Sędzia główny: Roman Gofman Sędziowie liniowi: Antonin Jerabek |

| 27 grudnia 2014 | Czechy | 2:5 | Szwajcaria | Air Canada Centre, Toronto |

| Szczegóły      | Szczegóły                                | Szczegóły       | Szczegóły                                                                                            | Szczegóły                                                                     |
| -------------- | ---------------------------------------- | --------------- | --- | ----------------------------------------------------------------------------- |
| Godzina: 17:00 | M. Ruzicka (EQ) 01:44 L. Klok (EQ) 04:42 | (2:2, 0:3, 0:0) | 00:46 (EQ) K. Fiala 11:37 (PQ) K. Fiala 20:45 (EQ) N. Rod 21:39 (EQ) T. Weiser 34:41 (EQ) L. Fazzini | Widzów: 12 926 Sędzia główny: Lars Bruggemann Sędziowie liniowi: Linus Ohlund |
| Godzina: 17:00 | 4 min. kar                               |                 | 10 min. kar                                                                                          | Widzów: 12 926 Sędzia główny: Lars Bruggemann Sędziowie liniowi: Linus Ohlund |

| 28 grudnia 2014 | Szwajcaria | 0:7 | Rosja | Air Canada Centre, Toronto |

| Szczegóły      | Szczegóły  | Szczegóły       | Szczegóły | Szczegóły                                                                   |
| -------------- | ---------- | --------------- | --- | --------------------------------------------------------------------------- |
| Godzina: 17:00 |            | (0:3, 0:2, 0:2) | 11:28 (PP) R. Rafikow 18:26 (EQ) A. Dergaczjow 19:28 (EQ) P. Bucznewicz 35:29 (EQ) S. Tołczyński 37:36 (EQ) A. Szarow 54:59 (PP) W. Kamieniew 55:41 (EQ) W. Leszczenko | Widzów: 15 125 Sędzia główny: Linus Ohlund Sędziowie liniowi: Steve Patafie |
| Godzina: 17:00 | 4 min. kar |                 | 2 min. kar | Widzów: 15 125 Sędzia główny: Linus Ohlund Sędziowie liniowi: Steve Patafie |

| 29 grudnia 2014 | Czechy | 4:3 dogr. | Dania | Air Canada Centre, Toronto |

| Szczegóły      | Szczegóły                                                                                 | Szczegóły            | Szczegóły                                                           | Szczegóły                                                                            |
| -------------- | ----------------------------------------------------------------------------------------- | -------------------- | ------------------------------------------------------------------- | ------------------------------------------------------------------------------------ |
| Godzina: 13:00 | J. Štencel (PP) 10:22 J. Košťálek (EQ) 24:36 D. Kubalík (EQ) 56:58 D. Pastrňák (EQ) 61:01 | (1:1, 1:1, 1:1, 1:0) | 03:58 (EQ) M. Eller 37:08 (PP) O. Bjorkstrand 46:05 (PP) M. Asperup | Widzów: 12 038 Sędzia główny: Konstantin Olenin Sędziowie liniowi: Marcus Vinnerborg |
| Godzina: 13:00 | 10 min. kar                                                                               |                      | 12 min. kar                                                         | Widzów: 12 038 Sędzia główny: Konstantin Olenin Sędziowie liniowi: Marcus Vinnerborg |

| 29 grudnia 2014 | Szwecja | 3:2 | Rosja | Air Canada Centre, Toronto |

| Szczegóły      | Szczegóły                                                             | Szczegóły       | Szczegóły                                         | Szczegóły                                                                          |
| -------------- | --------------------------------------------------------------------- | --------------- | ------------------------------------------------- | ---------------------------------------------------------------------------------- |
| Godzina: 17:00 | G. Forsling (EQ) 10:38 G. Forsling (PP) 46:44 A. Holmström (PP) 10:38 | (1:0, 0:1, 2:1) | 34:15 (EQ) W. Leszczenko 43:23 (EQ) W. Leszczenko | Widzów: 16 710 Sędzia główny: Geoffrey Miller Sędziowie liniowi: Pascal St-Jacques |
| Godzina: 17:00 | 6 min. kar                                                            |                 | 10 min. kar                                       | Widzów: 16 710 Sędzia główny: Geoffrey Miller Sędziowie liniowi: Pascal St-Jacques |

| 30 grudnia 2014 | Szwajcaria | 3:4 k. | Dania | Air Canada Centre, Toronto |

| Szczegóły      | Szczegóły                                                      | Szczegóły                 | Szczegóły                                                                                          | Szczegóły                                                                        |
| -------------- | -------------------------------------------------------------- | ------------------------- | -------------------------------------------------------------------------------------------------- | -------------------------------------------------------------------------------- |
| Godzina: 17:00 | K. Schmidli (EQ) 10:48 K. Fiala (EQ) 11:54 T. Meier (EQ) 11:54 | (2:1, 1:2, 0:0, 0:0, 1:2) | 17:58 (EQ) O. Bjorkstrand 65:00 (GW) O. Bjorkstrand 32:19 (PP) A. Krogsgaard 35:40 (PP) M. Aagaard | Widzów: 13 263 Sędzia główny: Steve Patafie Sędziowie liniowi: Pascal St-Jacques |
| Godzina: 17:00 | 10 min. kar                                                    |                           | 8 min. kar                                                                                         | Widzów: 13 263 Sędzia główny: Steve Patafie Sędziowie liniowi: Pascal St-Jacques |

| 31 grudnia 2014 | Szwajcaria | 1:5 | Szwecja | Air Canada Centre, Toronto |

| Szczegóły      | Szczegóły             | Szczegóły       | Szczegóły | Szczegóły                                                                         |
| -------------- | --------------------- | --------------- | --- | --------------------------------------------------------------------------------- |
| Godzina: 13:00 | Y. Rathgeb (EQ) 03:29 | (1:1, 0:4, 0:0) | 04:52 (PP) A. Kempe 23:27 (PP) O. Lindblom 26:03 (EQ) O. Lindblom 34:45 (PP) O. Lindblom 35:11 (PP) J. Lööke | Widzów: 13 263 Sędzia główny: Vladimir Baluska Sędziowie liniowi: Geoffrey Miller |
| Godzina: 13:00 | 10 min. kar           |                 | 8 min. kar                                                                                                   | Widzów: 13 263 Sędzia główny: Vladimir Baluska Sędziowie liniowi: Geoffrey Miller |

| 31 grudnia 2014 | Rosja | 1:4 | Czechy | Air Canada Centre, Toronto |

| Szczegóły      | Szczegóły             | Szczegóły       | Szczegóły                                                                          | Szczegóły                                                                      |
| -------------- | --------------------- | --------------- | ---------------------------------------------------------------------------------- | ------------------------------------------------------------------------------ |
| Godzina: 17:00 | Y. Rathgeb (PP) 35:44 | (0:1, 1:1, 0:2) | 11:05 (EQ) P. Zdrahal 42:54 (EQ) P. Zdrahal 24:32 (EQ) P. Zacha 59:13 (EN) O. Kaše | Widzów: 12 566 Sędzia główny: Lars Bruggemann Sędziowie liniowi: Tobias Wehrli |
| Godzina: 17:00 | 2 min. kar            |                 | 6 min. kar                                                                         | Widzów: 12 566 Sędzia główny: Lars Bruggemann Sędziowie liniowi: Tobias Wehrli |

Tabela
| Lp. | Zespół     | M | Pkt | Z | Zd | Pd | P | G+ | G- | +/− |
| --- | ---------- | - | --- | - | -- | -- | - | -- | -- | --- |
| 1.  | Szwecja    | 4 | 12  | 4 | 0  | 0  | 0 | 18 | 6  | +12 |
| 2.  | Czechy     | 4 | 5   | 1 | 1  | 0  | 2 | 12 | 14 | –2  |
| 3.  | Rosja      | 4 | 5   | 1 | 1  | 0  | 2 | 13 | 9  | +4  |
| 4.  | Dania      | 4 | 4   | 0 | 1  | 2  | 1 | 10 | 15 | –5  |
| 5.  | Szwajcaria | 4 | 4   | 1 | 0  | 1  | 2 | 9  | 18 | –9  |

    = awans do ćwierćfinałów     = baraż o utrzymanie

## Turniej play-out
| 2 stycznia 2015 | Szwajcaria | 5:2 | Niemcy | Air Canada Centre, Toronto |

| Szczegóły      | Szczegóły                                                                                            | Szczegóły       | Szczegóły                               | Szczegóły                                                                      |
| -------------- | --- | --------------- | --------------------------------------- | ------------------------------------------------------------------------------ |
| Godzina: 11:00 | K. Fiala (EQ) 03:50 N. Rod (EQ) 20:54 N. Rod (EQ) 45:46 L. Fazzini (EQ) 25:20 L. Hischier (EQ) 33:56 | (1:0, 3:1, 1:1) | 28:20 (EQ) P. Tuomie 55:14 (EQ) P. Kurz | Widzów: 7409 Sędzia główny: Mikko Kaukokari Sędziowie liniowi: Geoffrey Miller |
| Godzina: 11:00 | 8 min. kar                                                                                           |                 | 16 min. kar                             | Widzów: 7409 Sędzia główny: Mikko Kaukokari Sędziowie liniowi: Geoffrey Miller |

| 3 stycznia 2015 | Niemcy | 2:5 | Szwajcaria | Air Canada Centre, Toronto |

| Szczegóły      | Szczegóły            | Szczegóły       | Szczegóły                                                                                            | Szczegóły                                                                   |
| -------------- | -------------------- | --------------- | --- | --------------------------------------------------------------------------- |
| Godzina: 19:00 | P. Tuomie (PP) 13:58 | (1:2, 1:1, 0:2) | 15:10 (EQ) J. Fuchs 16:17 (EQ) D. Malgin 31:12 (EQ) P. Suter 53:25 (EQ) P. Suter 54:19 (EQ) T. Meier | Widzów: 8392 Sędzia główny: Antonin Jerabek Sędziowie liniowi: Linus Ohlund |
| Godzina: 19:00 | 2 min. kar           |                 | 6 min. kar                                                                                           | Widzów: 8392 Sędzia główny: Antonin Jerabek Sędziowie liniowi: Linus Ohlund |

Drużyna Niemiec spadła do I Dywizji.

## Faza pucharowa
Ćwierćfinały
| 2 stycznia 2015 | Stany Zjednoczone | 2:3 | Rosja | Bell Centre, Montreal |

| Szczegóły      | Szczegóły                                      | Szczegóły       | Szczegóły                                                               | Szczegóły                                                                      |
| -------------- | ---------------------------------------------- | --------------- | ----------------------------------------------------------------------- | ------------------------------------------------------------------------------ |
| Godzina: 13:00 | A. DeAngelo (PP2) 32:43 Z. Werenski (EQ) 48:56 | (0:2, 1:0, 1:1) | 02:31 (PP2) I. Barbaszow 15:25 (EQ) A. Szarow 41:27 (PP) S. Tołczzyński | Widzów: 8694 Sędzia główny: Marcus Vinnerborg Sędziowie liniowi: Tobias Wehrli |
| Godzina: 13:00 | 16 min. kar                                    |                 | 12 min. kar                                                             | Widzów: 8694 Sędzia główny: Marcus Vinnerborg Sędziowie liniowi: Tobias Wehrli |

| 2 stycznia 2015 | Szwecja | 6:3 | Finlandia | Air Canada Centre, Toronto |

| Szczegóły      | Szczegóły | Szczegóły       | Szczegóły                                                         | Szczegóły                                                                        |
| -------------- | --- | --------------- | ----------------------------------------------------------------- | -------------------------------------------------------------------------------- |
| Godzina: 15:00 | G. Forsling (PP2) 24:03 L. Wallmark (PP) 24:50 L. Wallmark (EN) 59:56 A. Brodecki (EQ) 28:11 A. Kempe (PP2) 41:24 O. Lindblom (EQ) 53:52 | (0:0, 3:3, 3:0) | 21:44 (EQ) J. Ikonen 29:54 (EQ) M. Rantanen 35:49 (EQ) K. Kapanen | Widzów: 14 440 Sędzia główny: Steve Patafie Sędziowie liniowi: Pascal St-Jacques |
| Godzina: 15:00 | 12 min. kar |                 | 12 min. kar                                                       | Widzów: 14 440 Sędzia główny: Steve Patafie Sędziowie liniowi: Pascal St-Jacques |

| 2 stycznia 2015 | Czechy | 0:3 | Słowacja | Bell Centre, Montreal |

| Szczegóły      | Szczegóły  | Szczegóły       | Szczegóły                                                      | Szczegóły                                                                     |
| -------------- | ---------- | --------------- | -------------------------------------------------------------- | ----------------------------------------------------------------------------- |
| Godzina: 17:00 |            | (0:1, 0:0, 0:2) | 18:46 (EQ) M. Kabáč 54:18 (EQ) P. Cehlárik 59:51 (EN) M. Réway | Widzów: 7696 Sędzia główny: Roman Gofman Sędziowie liniowi: Konstantin Olenin |
| Godzina: 17:00 | 4 min. kar |                 | 10 min. kar                                                    | Widzów: 7696 Sędzia główny: Roman Gofman Sędziowie liniowi: Konstantin Olenin |

| 2 stycznia 2015 | Kanada | 8:0 | Dania | Bell Centre, Montreal |

| Szczegóły      | Szczegóły | Szczegóły       | Szczegóły  | Szczegóły                                                                   |
| -------------- | --- | --------------- | ---------- | --------------------------------------------------------------------------- |
| Godzina: 20:00 | C. Lazar (EQ) 10:37 C. Lazar (EQ) 33:21 S. Reinhart (EQ) 15:17 L. Crouse (EQ) 27:50 C. McDavid (EQ) 30:21 N. Paul (EQ) 43:08 B. Point (EQ) 45:09 N. Ritchie (PP) 59:06 | (2:0, 3:0, 3:0) |            | Widzów: 7696 Sędzia główny: Lars Bruggemann Sędziowie liniowi: Linus Ohlund |
| Godzina: 20:00 | 6 min. kar |                 | 8 min. kar | Widzów: 7696 Sędzia główny: Lars Bruggemann Sędziowie liniowi: Linus Ohlund |

Półfinały
| 4 stycznia 2015 | Szwecja | 1:4 | Rosja | Air Canada Centre, Toronto |

| Szczegóły      | Szczegóły              | Szczegóły       | Szczegóły                                                                          | Szczegóły                                                                    |
| -------------- | ---------------------- | --------------- | ---------------------------------------------------------------------------------- | ---------------------------------------------------------------------------- |
| Godzina: 16:00 | L. Wallmark (EQ) 51:30 | (0:0, 0:2, 1:2) | 31:18 (EQ) A. Szarow 41:31 (EQ) A. Szarow 32:50 (EQ) Z. Paigin 52:39 (EQ) M. Mamin | Widzów: 18 448 Sędzia główny: Steve Patafie Sędziowie liniowi: Tobias Wehrli |
| Godzina: 16:00 | 8 min. kar             |                 | 16 min. kar                                                                        | Widzów: 18 448 Sędzia główny: Steve Patafie Sędziowie liniowi: Tobias Wehrli |

| 4 stycznia 2015 | Kanada | 5:1 | Słowacja | Air Canada Centre, Toronto |

| Szczegóły      | Szczegóły                                                                                                | Szczegóły       | Szczegóły            | Szczegóły                                                                       |
| -------------- | --- | --------------- | -------------------- | ------------------------------------------------------------------------------- |
| Godzina: 20:00 | N. Petan (PP) 04:27 N. Petan (EQ) 38:06 N. Petan (PP) 51:19 S. Theodore (EQ) 39:32 A. Duclair (EQ) 42:47 | (1:0, 2:1, 2:0) | 39:57 (EQ) D. Soltes | Widzów: 18 002 Sędzia główny: Roman Gofman Sędziowie liniowi: Konstantin Olenin |
| Godzina: 20:00 | 6 min. kar                                                                                               |                 | 12 min. kar          | Widzów: 18 002 Sędzia główny: Roman Gofman Sędziowie liniowi: Konstantin Olenin |

Mecz o trzecie miejsce
| 5 stycznia 2015 | Szwecja | 2:4 | Słowacja | Air Canada Centre, Toronto |

| Szczegóły      | Szczegóły                                  | Szczegóły       | Szczegóły                                                                             | Szczegóły                                                                       |
| -------------- | ------------------------------------------ | --------------- | ------------------------------------------------------------------------------------- | ------------------------------------------------------------------------------- |
| Godzina: 16:00 | W. Nylander (PP) 10:22 J. Lööke (EQ) 16:12 | (2:2, 0:0, 0:2) | 02:43 (EQ) D. Soltes 03:22 (EQ) M. Rosandic 42:52 (PP) P. Skalicky 59:04 (EN) P. Koys | Widzów: 13 625 Sędzia główny: Roman Gofman Sędziowie liniowi: Konstantin Olenin |
| Godzina: 16:00 | 29 min. kar                                |                 | 6 min. kar                                                                            | Widzów: 13 625 Sędzia główny: Roman Gofman Sędziowie liniowi: Konstantin Olenin |

Finał
| 5 stycznia 2015 | Kanada | 5:4 | Rosja | Air Canada Centre, Toronto |

| Szczegóły      | Szczegóły                                                                                                | Szczegóły       | Szczegóły                                                                                   | Szczegóły                                                                        |
| -------------- | --- | --------------- | ------------------------------------------------------------------------------------------- | -------------------------------------------------------------------------------- |
| Godzina: 20:00 | A. Duclair (EQ) 00:23 N. Paul (EQ) 02:32 C. McDavid (EQ) 25:08 M. Domi (EQ) 27:22 S. Reinhart (EQ) 32:30 | (2:1, 3:3, 0:0) | 09:20 (EQ) D. Judin 34:21 (PP) I. Barbaszow 34:53 (EQ) S. Tołczyński 37:37 (PP) N. Gołdobin | Widzów: 19 014 Sędzia główny: Marcus Vinnerborg Sędziowie liniowi: Tobias Wehrli |
| Godzina: 20:00 | 8 min. kar                                                                                               |                 | 22 min. kar                                                                                 | Widzów: 19 014 Sędzia główny: Marcus Vinnerborg Sędziowie liniowi: Tobias Wehrli |

## Statystyki
- Klasyfikacja strzelców:  Dylan Larkin – 5 goli[2]
- Klasyfikacja asystentów:  Connor McDavid – 8 asyst[3]
- Klasyfikacja kanadyjska:  Sam Reinhart – 11 punktów[4]
- Klasyfikacja +/−:  Sam Reinhart – +13[5]

## Nagrody
Najbardziej Wartościowy Zawodnik (MVP) turnieju
- Denis Godla

Nagrody IIHF dla najlepszych zawodników
- Bramkarz:  Denis Godla
- Obrońca:  Władisław Gawrikow
- Napastnik:  Max Domi

Skład Gwiazd turnieju
- Bramkarz:  Denis Godla
- Obrońcy:  Gustav Forsling,  Josh Morrissey
- Napastnicy:  Sam Reinhart,  Max Domi,  Connor McDavid